# Francesca Michielin
Francesca Michielin (n. 25 februarie 1995, Bassano del Grappa, Veneto, Italia) este o cântăreață  italiană.